# Synodontis kogonensis
Synodontis kogonensis är en fiskart som beskrevs av Musschoot och Lalèyè 2008. Synodontis kogonensis ingår i släktet Synodontis och familjen Mochokidae. IUCN kategoriserar arten globalt som otillräckligt studerad. Inga underarter finns listade i Catalogue of Life.